# Gabrielle Curry
Gabrielle Curry, coniugata Thompson (12 settembre 1998), è una pallavolista statunitense, nel ruolo di libero.

## Carriera

### Club
La carriera di Gabrielle Curry inizia nei tornei scolastici della Georgia, giocando per la Buford HS. Dopo il diploma è invece di scena nella lega universitaria NCAA Division I, dove gioca per la Kentucky dal 2017 al 2020, in cui si aggiudica il titolo nazionale (con quest'ultima annata conclusa nel 2021 a causa della pandemia di COVID-19 negli Stati Uniti d'America).
Dopo un lungo periodo di inattività firma il suo primo contratto da professionista con le Omaha Supernovas, partecipando alla Pro Volleyball Federation 2024 e vincendo lo scudetto.

### Nazionale
Nel 2019 debutta nella nazionale statunitense in occasione della Coppa panamericana, dove si aggiudica la medaglia d'oro.

## Palmarès

### Club
- NCAA Division I: 1

2020
- PVF: 1

2024

### Nazionale (competizioni minori)
- Coppa panamericana 2019

### Premi individuali
- 2020 - All-America Third Team